# Manuel Correia
Frei Manuel Correia  (Lisboa, c. 1600 — Saragoça, 31 de julho de 1653) foi um compositor português do barroco.

## Vida
Manuel Correia foi filho de um instrumentista na capela ducal, em Vila Viçosa, Portugal. Ele seguiu o seu pai para este estabelecimento como cantor em 1616. Estudou com Filipe de Magalhães, em seguida, emigrou para Madrid, Espanha. Foi então nomeado para a catedral de Sigüenza e, em seguida, Saragoça, onde permaneceu até sua morte em 1653.. Ele compôs muitos motetos e vilancicos (ou vilancetes) que se encontram no cancioneiro El libro de Tonos humanos (1655) da catedral de Valladolid.

## Composições
- Missa do 8º Tom, 8vv.
- 4 motetos, 4vv: Alleluia, Ave Maria; Alleluia, Virga Jesse; Gaude Maria; O Jesu dulcissime.

OUTRAS OBRAS SACRAS (E-Bc, Mn, V)
- 32 Vilancicos, 1v, 3vv.
- 31 Vilancicos, 4vv, a maior parte in MS: tonos humanos, (Biblioteca Nacional de Madrid, outras obras na Biblioteca Central da Catalunha em Barcelona).
- Algumas peças editadas in Teatro lírico español anterior al siglo XIX, ed. Filipe Pedrell, XIII (La Coruña, 1897); Cancionero musical popular español, ed. Filipe Pedrell, IV (Valls, 1922); MME, XXXII (1970); Cancionero musical de Lope de Vega, ed. Miguel Querol Gavaldá (Barcelona, 1986).